# Martonosi esküvői mészárlás
A martonosi esküvői mészárlást a vajdasági Magyarkanizsa mellett található Martonoson (és részben Orom településen) követte el Rade Šefer 2015. május 17-én, saját fia esküvőjén. Az áldozatok mind magyarok voltak. Meghalt a 25 éves menyasszony, Bajtai Natália és családja is. Šefer összesen hat emberrel végzett, mígnem az egyik külföldi vendég önvédelemből megölte.
Szerbiában nem ez volt az egyetlen ilyen tömeggyilkosság, amit békeidőben, polgári személyek követtek el. 2007-ben a kelet-szerbiai Jabukovacban kilenc, 2014-ben az észak-szerbiai Velika Ivančában 14 ember vesztette életét egy ámokfutásban. Az Oromban és Martonoson történt tragédiát követően, 2023-ban Belgrádban került sor egy nyolc áldozattal járó iskolai ámokfutásra.

## Előzmények
Az martonosi tragédia felelőse, az 55 éves, Zentán élő Rade Šefer (aki eredeti foglalkozását tekintve villanyóra-leolvasó) hivatásos vadász volt, vadásztársasági tag és az egyik legjobb agyaggalamblövő is. Korábban szolgált a délszláv háborúban. Szomszédjai és ismerősei frusztrált és agresszív embernek ismerték, aki szerintük nem vitte sokra, ezért házasodott be egy tehetős családba.
A feleségével, a 47 éves magyar Tratyik Rózsával, akitől két fia született, már korábban megromlott a kapcsolata. Az asszony visszaköltözött szüleihez Oromra, mivel a férfi többször bántalmazta is. Egy évvel a menyegző előtt már válófélben voltak.
Legidősebb fiát, Vlastimirt már-már betegesen szerette, féltette bármilyen nőtől, ezért szinte az őrületig ellenezte a Natáliával kötendő házasságot. A Bajtai család is jómódú volt (akárcsak a Tratyik család), fűszerpaprika-termesztéssel foglalkoztak, de életvitelük nem tetszett Šefernek. Úgy érezte, hogy Natália csak tönkretenné Vlastimir életét. Dühét az is fokozta, hogy a fiú az esküvő után Franciaországba kívánt véglegesen települni, ahol addig is dolgozott, sőt, már életvitelszerűen élt ott Natáliával (az ominózus napon is csupán a házasság idejére tértek vissza a Vajdaságba). Rózsa szintén egy francia szállodában dolgozott takarítónőként és már alig várta, hogy visszamehessen, távol erőszakos férjétől.
A nem kívánt frigyért Šefer szintén volt feleségét hibáztatta, mialatt egyre több alkoholt ivott. A sajtóban mindjárt az esetet követően egy olyan feltevés terjedt el, hogy a vérengzésnek etnikai oka is lehetett, tekintettel arra, hogy a menyasszony, a családja és az elkövető felesége is vajdasági magyarok voltak, ezt azonban Oromon és Martonoson cáfolták. Az ok egész egyszerűen Šefer zavart személyiségében volt keresendő. Az is az állítás ellen vall, hogy Šefer a lakodalom szerb nemzetiségű résztvevőit is meg akarta ölni.
Šefer már nem először fenyegette meg fegyverrel feleségét, ezért maga Vlastimir kérvényezte a hatóságoknál, hogy vonják be apja fegyvertartási és fegyverviselési engedélyét, továbbá kobozzák el a nála található arzenált. Rózsa is több ízben tett feljelentést férje ellen.
2011-ben a rendőrség előállította Šefert, akitől a hatóság rágalmazása nyomán elvették a fegyvereket (három vadászpuskát és egy vadászkarabélyt). Az eset egy félreértésből adódott, mivel a rendőröknek a szabadkai bíróság határozata alapján egy másik férfit kellett volna előállítani, de tévedésből Šeferhez csöngettek be, aki ezen rendkívül felháborodott. Miután az ellene folyó büntetőeljárás elhúzódott, elévülés miatt megszüntették (az ügy elhúzódásához többek szerint ehhez hozzájárultak Šefer jó rendőrségi kapcsolatai is).
2014-ben a férfi kérvényezte fegyverei visszaszolgáltatását, amiket a vele jó viszonyban álló zentai rendőrkapitány, Dragan Todorović közbenjárására vissza is kapott. Šefer már a 2011-es téves előállításkor hivatkozott a rendőröknek a Todorović-csal való kapcsolataira és kirúgással is fenyegette őket. Bár ez nem történt meg, s Šefer bocsánatot is kért a rendőröktől, de Todorović elrendezte neki az elkobzott fegyverek ügyét. Hogy ne vegyék el a fegyvereit, a rendőröket még 50 ezer dinárral is meg akarta vesztegetni.

## Az ámokfutás
Vlastimir Šefer és Bajtai Natália esküvőjét Magyarkanizsától hét és fél kilométerre északra fekvő Martonoson tartották 2015. május 16-án, katolikus szertartás szerint, a helyi Mária Szent Neve templomban. A lakodalomra a Bajtai család Tito utca 55. alatt található házában került sor. Az apa jelen volt ugyan az eseményen, viszont már előző nap nagy mennyiségű szeszes italt fogyasztott. A lakodalmon megpróbálta ugyan feleségét békülésre bírni, ám mikor az nem volt erre hajlandó, Šefer nagy botrányt rendezett, ezért kitessékelték. Šefer ismét szóba hozta a Vlastimir és Natália frigye elleni kifogásait, sőt azzal fenyegetett, hogy bárki, aki támogatja a házasságkötést, meghal, családjával együtt.
A lakodalom végeztével kisebbik fia, Aleksandar hazavitte Oromra autóján Rózsát, ám Šefer követte őket saját személygépkocsijával és hajnali 4 óra 30 perc körül eléjük vágott az úton. A férfi folytatta a civakodást, ami tettlegességig fajult, ezért Aleksandar kihívta rá a rendőrséget, akik reggel 8 óráig előzetesben tartották a magyarkanizsai őrsön. A hatóság értesítette ugyan Katarina Segedinski zentai ügyészt, aki megkezdte az eljárást Šefer ellen, ám nem látta indokoltnak, hogy a férfit továbbra is őrizetben tartsák.
A még mindig dühös Šefer hazament Zentára a sörétes vadászfegyveréért, majd elindult Oromba, ahol otthonukban meggyilkolta volt apósát és anyósát, a 74 éves Tratyik Jenőt és annak 68 éves feleségét, Kávai Gizellát.
Reggel 10 órakor már Martonoson járt, ahol rárontott az ott tartózkodó mintegy húsz emberre, akik a lagzi fáradalmait pihenték épp ki. A férfi szitkokat szórva ordította, hogy mindenkivel végez. Itt megölte Natáliát és annak szüleit, az 52 éves Bajtai Sándort és feleségét, a 43 éves Dufaut Karolinát. Ugyancsak megölte volt feleségét, Rózsát, s rálőtt felesége nővérére, Natáliára is, aki súlyos sebesülésekkel ugyan, de túlélte a támadást. Šefer megpróbálta saját fiát is megölni, ám pont kifogyott a töltény a fegyveréből, ezért Vlastimir még el tudott menekülni. Egy másik vendég a szomszédba sietett, ahol szintén egy magyar család, Váradiék laktak, s őket kérte, hogy értesítsék a rendőrséget, mialatt az éjszaka lövésektől, valamint francia és angol nyelvű segélykiáltásoktól és sikolyoktól volt hangos.
Miután Šefer Dufaut Karolina testvérét, Natáliát megsebesítette, nekiállt újratölteni fegyverét, mire Natália francia férje, Emmanuel Danion felkapott egy széket, leütötte a támadót, majd nekiesett és megfojtotta, így sikerült véget vetnie az ámokfutásnak. Danion és Natália hétéves fia végignézte mind a vérengzést, mind azt, ahogy apja összecsap Šeferrel.
A Bajtai családból egyedül Natália Zsolt nevű testvére (aki akkoriban még a középiskolát járta) menekült meg, mivel ő éppen a garázsban aludt, viszont elsőként ő fedezte fel nővére és szüleik holttestét.
Leghamarabb a mentők érkeztek a helyszínre, ám a rendőrség nélkül nem mertek bemenni a helyszínre. Végül csak Váradiék erélyes fellépése után, illetőleg azok jelenlétében léptek be ellátni a sérülteket.

## Következmények
Šefer mellett a vérengzésnek 6 halottja volt (kettő Oromban, négy Martonoson). A rendőrség még további lőszert talált Šefer gépkocsijában. Emmanuel Daniont nem vonták felelősségre, amiért megölte Šefert, minthogy egyértelmű volt, hogy önmaga és a többi ember védelmében cselekedett. Komolyabb sérülést egyedül Emmanuel felesége, Natália azonos nevű nagynénje szenvedett. Őt és másokat az újvidéki kórházban kezelték.
Május 19-én Magyarkanizsa község teljes területére gyásznapot hirdettek. A meggyilkolt Bajtai Natáliát és szüleit 2015. május 21-én temették el Martonoson. A temetésen díszőrséget a magyarkanizsai Vöröskereszt tagjai álltak, akiknek Natália is a tagja volt. A család koporsói előtt kihelyezték azt a képet, ami a tragikus esküvőn készült róluk. A Tratyik családot és lányukat, Rózsát, Šefer volt feleségét Oromon temették el.
Az eset után Nebojša Stefanović szerb belügyminiszter leváltotta posztjáról Dragan Todorović főkapitányt, sőt a magyarkanizsai rendőrség vezetőjét is és fegyelmi eljárást indított a rendőrségen belül. Voltak, akik úgy vélték, hogy a rendőrségnek már az esküvőt követően, a volt felesége ellen művelt testi sértés után újból el kellett volna venni Šefertől a fegyvereit.
A belső ellenőrzés mulasztásokat tárt fel Todorović munkájában, ezért bűnvádi feljelentést tettek ellene, melyet a zentai ügyészség néhány hónap után elvetett azon hivatkozással, hogy az alaptalan. Sajtóvélemények sejtetik, hogy Todorovićot a választásokon jelentős eredményt elérő Szerb Haladó Párthoz fűződő kapcsolatai is megóvták a felelősségre vonástól. A fegyvereket Šefertől Zlatko Božović utasítására vették el a rendőrök, aki akkor a zentai rendőrőrs parancsnoka volt. Božović nyilatkozott is arról a sajtónak 2020-ban, hogy az eset után felettese, Todorović eljárást indított ellene és az intézkedő rendőrök ellen, miután Šefer többször személyesen is felkereste irodájában. A cél egyértelműen a fegyverek visszaadása volt Šefer számára.
Az ámokfutás előtt is minden adva volt arra, hogy Šefertől ismét elvegyék a fegyvereit, lévén felesége többször is feljelentette, de Todorović halogatta az intézkedést, mivel nem értesítette a feljelentésekről az illetékes felügyelőt és az ügyre is egy olyan rendőrt állított, akit nem képeztek ki a családon belüli erőszak kezelésére.
Vlastimir Šefer a tragédiát követően áttelepült Magyarországra és jelenleg is itt él. Az eset óta nem kötött házasságot senkivel. Aleksandar Šefer szintén elköltözött Szerbiából, az ő tartózkodási helye azonban ismeretlen.

### Következtetés
Az Index.hu cikke tankönyvi esetnek nevezte Rade Šefer példáját:
- Egy agresszív egyén, aki már a házassága idején sorozatos erőszakot követ el
- A friss válást követően pont fia esküvőjén látja újra feleségét, aki nem akar békülni
- Erőteljes alkoholos befolyásoltság
- Fegyverviselési engedély
- Szeretett fia is távol kerül tőle[7]

Hasonló okok vezettek 2009-ben, Kuvaitban az al-ajúni mészárláshoz is, ahol Naszra Juszef felgyújtotta azt a sátrat, ahol férje második feleségével kötött esküvőjét ülte, s mellyel végül 57 ember halálát idézte elő.